# 나리타 켄 (성우)
나리타 켄(일본어: 成田 剣 나리타 겐[*], 1964년 5월 18일~)은 일본의 남성 성우이다.

## 출연작

### TV 애니메이션
<1995년>
- 환상게임 (가지와라 데쓰야)

<1997년>
- 출동! 메가트레인 (히카리)

<1998년>
- 마법의 스테이지 팬시라라 (코미야마)

<2000년>
- 이누야샤 (셋쇼마루)

<2003년>
- 정들면 고향 코스모스장 (피에르)

<2004년>
- 록맨 에그제 스트림 (스나야마 노보루)

<2006년>
- 가정교사 히트맨 리본 (리본)
- 슈발리에 (듀랑)

<2007년>
- 니노미야군에게 애도를 (쓰키무라 미키히코)

<2010년>
- 메탈 파이트 베이블레이드 (푸텐)

### 극장판
<2001년>
- 이누야샤 극장판1 ~시대를 초월한 마음 (셋쇼마루)

<2002년>
- 이누야샤 극장판2 ~거울속의 몽환성 (셋쇼마루)

<2003년>
- 이누야샤 극장판3 ~천하패도의 검 (셋쇼마루)

<2004년>
- 이누야샤 극장판4 ~홍련의 봉래도 (셋쇼마루)

<2018년>
- 기동전사 건담 디 오리진 Ⅵ: 탄생 붉은 혜성

#### 드라마 CD
<2014년>
- [Sweets Blossm] vol.3